# Дунаев, Данила Леонидович
Дани́ла Леони́дович Дуна́ев (род. 15 июля 1981, Москва) — российский актёр театра и кино, преподаватель по актёрскому мастерству и участник проектов «Один в один!» и «Точь-в-точь» на Первом канале.

## Биография
Родился 15 июля 1981 года в Москве, в семье советского фехтовальщика, многократного чемпиона СССР и двукратного чемпиона мира Леонида Дунаева и экономиста Ларисы Дунаевой.
В школе Данила занимался спортом, посещал занятия по плаванию, вольной борьбе, карате, а также играл на аккордеоне.
В спортивной школе при ЦСКА полтора года занимался фехтованием, затем баскетболом, но спортивной карьере предпочёл учёбу в МАИ (Московский авиационный институт) на гуманитарном факультете. Изучал социальную психологию. Получил специальность «менеджер в социальной сфере». Активно играл в КВН. Окончив МАИ, поступил в Театральный институт имени Бориса Щукина на актёрский факультет, курс Юрия Шлыкова. Своими крёстными родителями в кино считает Светлану Дружинину и Анатолия Мукасея, которые ещё на 3-м курсе заметили его и пригласили на главную роль в продолжении «Тайн дворцовых переворотов».
Помимо актёрской деятельности работает в качестве ведущего шоу-программ, преподаёт детям актёрское мастерство в детском музыкальном театре «Домисолька».
В 2004-2006 годах был актёром театра Вахтангова. В 2006 году окончил Театральное училище имени Щукина. В 2006-2007 годах был актёром театра имени Маяковского.
В 2013 году был преподавателем по актёрскому мастерству участников проекта «Один в один!» на Первом канале, а в 2014 году был повторно приглашён в роли преподавателя по актёрскому мастерству в другой проект на том же канале — шоу перевоплощений «Точь-в-точь».
В полной мере зрелый драматический талант Дунаева раскрылся в образе доктора Базанова, специалиста по экстракорпоральному оплодотворению, в 16-серийном телесериале Первого канала «Тест на беременность», где с участием Данилы и его партнёрши Светланы Ивановой разворачивается одна из главных любовных линий сюжета.
В феврале 2015 года принял участие в проекте «Точь-в-точь» в качестве участника; за песню «You’re in the Army Now» из репертуара рок-группы Status Quo в образе Фрэнсиса Росси по итогам зрительского голосования получил приз зрительских симпатий.
С 2017 по 2020 годы вёл психологические группы на основе метода прикладной психологии актёрского мастерства. В 2020 году завершил актёрскую карьеру и сосредоточился на консультировании на основе разработанного им же авторского метода «Ауторефлексия».

## Личная жизнь
Данила Дунаев не женат, имеет троих детей.
Двое сыновей от первого брака — Фёдор (род. 2005) и Иннокентий (род. 2007). Развод состоялся в 2007 году.
От второго брака — дочь Елизавета (род. 2012) развод состоялся в 2016 году.
Родная сестра Данилы — Ярославна Дунаева — скончалась в августе 2021 года.

## Фильмография
- 2007 — Молодой Волкодав — Крей
- 2008 — Виват, Анна! — Пётр Сумароков
- 2008 — Монтекристо — Филипп Саровский
- 2009 — Возвращение мушкетёров — Рауль, сын Атоса
- 2009 - Самый лучший фильм 2 — Михалков
- 2011 — Два рыцаря, или Охота на принцессу — Пётр Сумароков
- 2011 — Моя последняя первая любовь — Артур Бутузов
- 2011 — Новости — Глеб Чернов / Валерий Полуянов
- 2012 — Майский дождь — Марк
- 2012 — Правила жизни — Костя, стажёр
- 2012 — Развод — Роман Герасимов[11]
- 2013 — Ледников — Марат Сафаров, журналист[12]
- 2013 — Мама-детектив — Солнцев, киноактёр
- 2014 — Тест на беременность — Руслан Базанов, врач-репродуктолог
- 2015 — Сладкая жизнь — Роман
- 2016 — Гостиница «Россия» — Игорь Горин, экскурсовод
- 2016 — Дело судьи Карелиной — Кирилл, муж Ирины
- 2017 — Доктор Анна — Серж Макаров, журналист
- 2017 — Мата Хари — Пьер Ленуар
- 2017 — Свидетельство о рождении — Игорь
- 2018 — Девочки не сдаются — Дмитрий, телеведущий
- 2018 — Счастье наполовину — Виктор
- 2018 — Триггер — Володя
- 2018 — Бюро
- 2019 — ИП Пирогова — Дмитрий Михеев, муж Веры, сотрудник мэрии
- 2019 — Не моё собачье дело — главная роль
- 2019 — Екатерина. Самозванцы — Гавриил Державин (поэт)

Выступил режиссёром, продюсером, сценаристом и композитором фильмов «Кролик» (2015) и «Чудна́я баба» (2017; по пьесе Н. Садур).

## Театральные работы
- Иван Васильевич — директор Независимого театра, «Театральный роман»
- Дон Мартин, «Дон Хиль — зелёные штаны» Тирсо де Молина
- Доктор Айболит, «Красная шапочка»
- Стива Облонский, «Анна Каренина»
- Чичиков, «Мёртвые души»
- Учитель Польман, «Время жить и время умирать»
- Жан, «Фрёкен Юлия»
- Доктор Корниш, «Недосягаемая»
- Окоёмов, «Красавец-мужчина»
- Орфей — «Орфей» (театр EtCetera)[13].
- Элвис Пресли, эстрадный номер[14]

## Музыкальные работы
В 2012 году Дунаев дебютировал как начинающий певец с песней собственного сочинения «Теперь я знаю». Он не только стал автором и исполнителем песни, но и выступил в качестве режиссёра музыкального клипа.
В 2014 году артист повторил этот опыт, записав новую песню «Портрет».
В 2019 году на стриминговых платформах вышел полнометражный фильм «Не моё собачье дело», где Данила исполнил главную роль и для которого написал песню «Это мы». Записал три студийных альбома, доступных для прослушивания на Яндекс.музыке и других цифровых площадках.
С 2012 года по настоящее время периодически выступает с программой «#поэтеатр», в рамках которой исполняет свои песни и читает стихи, которые называет «терапевтическими».